# Кучманський шлях

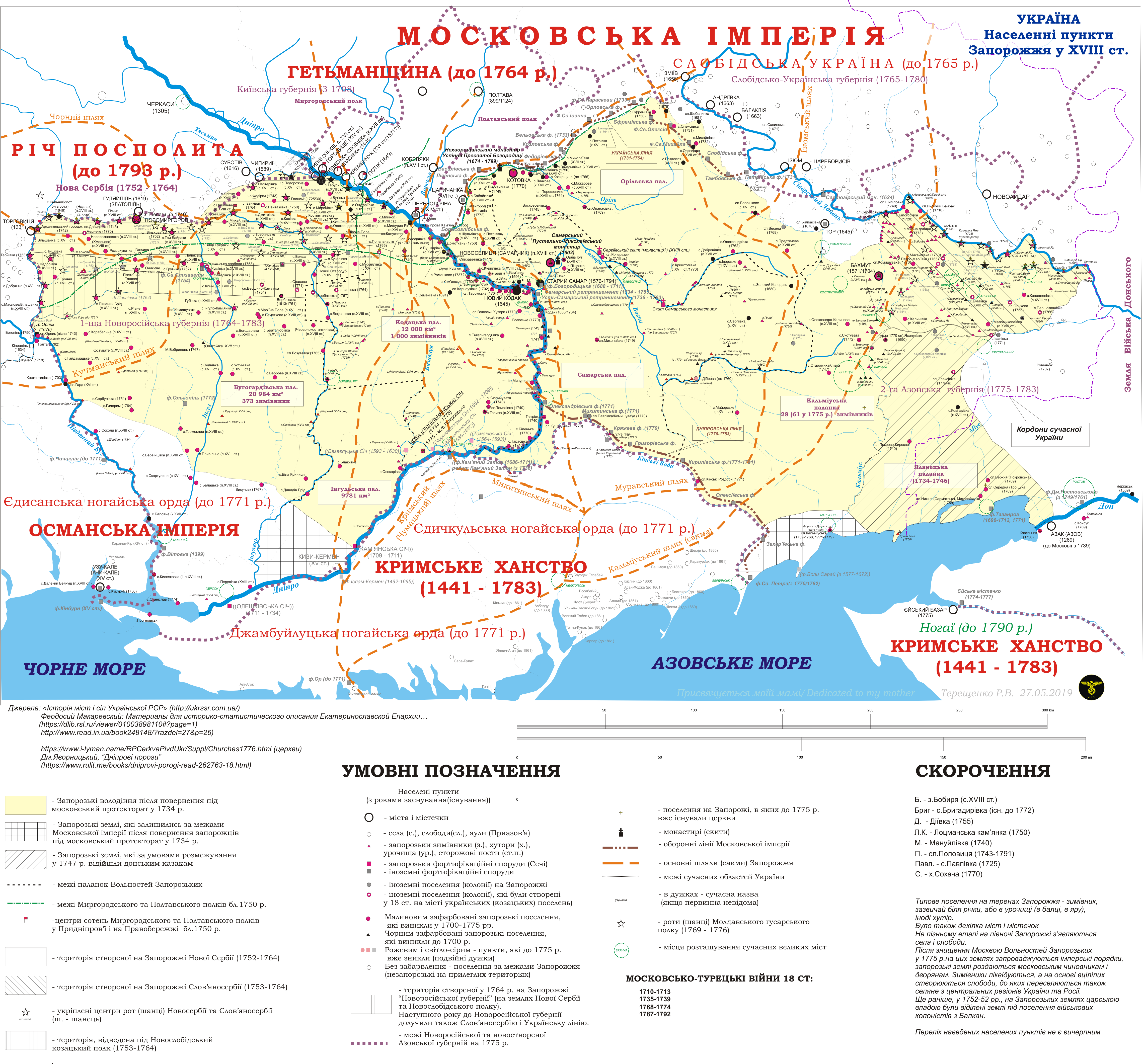
Степові шляхи України у 18 ст

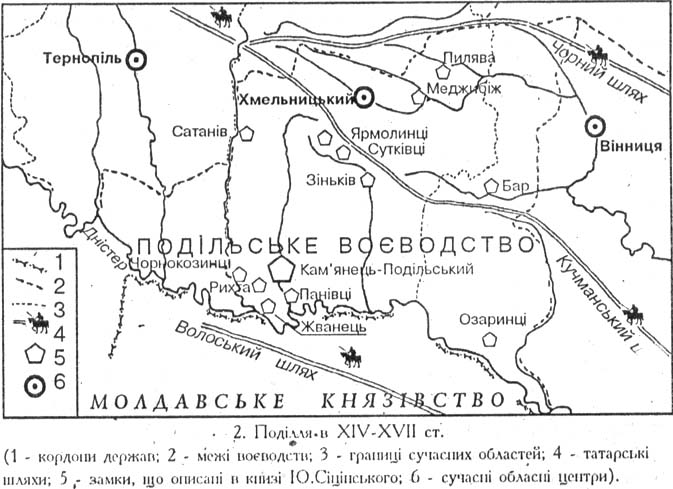
Шляхи на Поділлі 16 ст.

Кучма́нський шлях  чи Керва́н толі — одне з відгалужень Чорного шляху, яким у XVI — першій половині XVIII століття користувалися кримські і Ногайські татари для розбійницьких нападів на Брацлавщину, Поділля та на інші західноукраїнські землі.
Шлях починався від верхів'їв Інгулу (тепер північніше міста Кропивницького Кіровоградської області), перетинав Південний Буг через Кучманський брід біля гирла річки Синюха і йшов у західному напрямі на місто Бар (тепер Вінницька область). Біля Тернополя Кучманський шлях з'єднувався з Чорним шляхом.
Кучманський шлях, як розгалуження легендарного Чорного шляху, був добре знаним у Середньовіччі та незаслужено забутий у наш час. Колись важлива торговельна артерія, яка йшла по вододілу басейнів Дністра та Південного Бугу, у XV-XVII століттях стала одним із головних шляхів, яким користувалися не лише купці й чумаки, а й татари для пограбунку українських земель. Як правило, татарські чамбули, вишукуючи здобич, розходилися по обидва боки Кучманського шляху. Основна мета була здобуття українських рабів, якими були переповнені невільничі ринки Криму, Малої Азії, країн Середземномор'я.
Задля протидії бандам та захисту брацлав'ян і подолян місцевими феодалами створювалася мережа укріплень із мурованих стін, фортець, ровів, валів. Мешканці сіл оточували муровані церкви земляними валами з дерев’яним палісадом на них і ровом, що дозволяло рятуватися від невеликих татарських загонів. Від багатьох твердинь на Поділлі сьогодні залишилися лише поодинокі руїни, фундаменти мурів чи навіть сліди на рельєфі.